# Legger (vat)
Een legger is een groot watervat van 400 of 563 liter dat in het scheepsruim werden opgeslagen. Een vat met de inhoud van een halve legger werd varken genoemd.
Leggers in schoven zijn watervaten in duigen die op de plaats van bestemming in elkaar konden worden gezet.
leggers werden gebruikt om drinkwater naar plaatsen te brengen waar weinig zoetwater was, zoals naar eilanden als Texel.